# Telpeschholz
Telpeschholz est une lande située sur le territoire de la commune de Kehlen, Grand-Duché de Luxembourg.
Elle est déclarée zone protégée par un règlement grand-ducal du 18 février 1987.

## Subdivision
La zone protégée « Telpeschholz » se compose de deux parties :
- La partie A : la réserve naturelle proprement dite.
- La partie B dite zone tampon.

## Interdictions
Dans la réserve naturelle proprement dite sont interdits:
- l’exercice de la chasse, la capture d’animaux appartenant à la faune sauvage.
- l’enlèvement de plantes appartenant à la flore indigène notamment de la callune.
- les fouilles, sondages, terrassements et extractions de matériaux.
- la divagation d’animaux domestiques.
- toute construction incorporée ou non au sol.
- l’emploi de pesticides et de substances organiques ou animales susceptibles de modifier la croissance de la végétation naturelle.
- le changement d’affectation des sols à l’exception d’une affectation en prairie naturelle ou association forestière naturelle.
- la circulation à pied sauf sur les chemins et les lieux prévus à cet effet par l’administration.
- la circulation à cheval ou à l’aide de véhicules motorisés ou non.

Dans la zone tampon sont interdits:
- les fouilles, sondages, terrassements et extractions de matériaux.
- le changement d’affectation du sol.
- la construction d’ouvrages autres que des abris agricoles ou forestiers légers.